# QuetzSat

O QuetzSat 1, o primeiro satélite da QuetzSat.

QuetzSat é um operador de satélite de comunicação do México. A mesma é uma parceria que inclui o mexicano Grupo Medcom, uma organização líder na mídia mexicana, chefiada pelo seu presidente Clemente Serna, com interesses em estações de TV, editoras e redes de satélites corporativos. Outros parceiros incluem Ricardo Ferrer Rios, Luis Martinez Arguello e SES Americom, Inc., a maior operadora estadunidense de satélite. O primeiro satélite da empresa, o QuetzSat 1, foi lançado ao espaço em 29 de setembro de 2011.